# Patrimoniul mondial UNESCO din România
Siturile Patrimoniului Mondial UNESCO sunt locuri de importanță pentru patrimoniul cultural sau natural, așa cum este descris în Convenția Patrimoniului Mondial, semnată în 1972. Patrimoniul cultural este format din monumente (cum ar fi lucrări de arhitectură, sculpturi monumentale sau inscripții), grupuri de clădiri și situri (inclusiv situri arheologice). Caracteristicile naturale (constând în formațiuni fizice și biologice), formațiunile geologice și fiziografice (inclusiv habitatele speciilor de animale și plante amenințate) și siturile naturale care sunt importante din punct de vedere al științei, conservării sau frumuseții naturale sunt definite ca patrimoniu natural. România a acceptat convenția pe 16 mai 1990, siturile ei devenind astfel eligibile pentru includerea în listă.
Patrimoniul mondial UNESCO din România include în prezent în lista sa nouă situri culturale și două naturale. Primul sit din România, Delta Dunării, a fost adăugat la cea de-a XV-a Sesiune a Comitetului Patrimoniului Mondial, desfășurat la Cartagina în 1990. Alte situri au fost adăugate în 1993 și 1999, iar unele dintre situri au fost ulterior extinse. Cel mai recent sit adăugat pe listă este Peisajul minier de la Roșia Montană, adăugat pe listă în 2021 și trecut imediat pe Lista Patrimoniului Mondial în Pericol din cauza planurilor de reluare a exploatării miniere. Situl Pădurile primare și bătrâne de fag din Carpați și din alte regiuni ale Europei este împărțit cu alte 17 țări europene. De asemenea, lista indicativă a României cuprinde în 2024 17 situri, 13 culturale și 4 naturale. România are în 2022 și 9 elemente pe Lista Patrimoniului Cultural Imaterial.
Ziua de 16 noiembrie a fost declarată Ziua Patrimoniului Mondial UNESCO din România prin Legea nr. 160/2013.

## Convenții
România s-a alăturat Organizației Națiunilor Unite pentru Educație, Știință și Cultură (UNESCO) pe 27 iulie 1956. Este un membru activ al tuturor celor șase convenții culturale UNESCO:
| Titlu | Data/Locul adoptării    | Statut legal       |
| --- | ----------------------- | ------------------ |
| Convenția pentru protecția bunurilor culturale în caz de conflict armat | 14 mai 1954 Haga        | Ratificare în 1957 |
| Convenția asupra măsurilor ce urmează a fi luate pentru interzicerea și impiedicarea operațiunilor ilicite de import, export și transfer de proprietate al bunurilor culturale | 14 noiembrie 1970 Paris | Aderare în 1993    |
| Convenția privind protecția patrimoniului mondial, cultural și natural | 16 noiembrie 1972 Paris | Acceptare în 1990  |
| Convenția asupra protecției patrimoniului cultural subacvatic | 2 noiembrie 2001 Paris  | Acceptare în 2007  |
| Conventia pentru salvgardarea patrimoniului cultural imaterial | 17 octombrie 2003 Paris | Acceptare în 2005  |
| Convenția asupra protecției și promovării diversității expresiei culturale | 20 octombrie 2005 Paris | Aderare în 2006    |

România a desfășurat mandate de membru în Consiliul Consultativ Științific și Tehnic al Convenției UNESCO din 2001 privind protejarea patrimoniului cultural subacvativ, în Biroul Întâlnirii Statelor Părți la Convenția din 2001 asupra protecției patrimoniului cultural subacvatic (2017–2021) și în Comitetul interguvernamental pentru promovarea reîntoarcerii bunurilor culturale în țările de origine sau restituirea lor în cazul dobândirii ilicite (ICPRCP). De asemenea, România participă, în calitate de observator, la toate reuniunile organismelor subsidiare ale UNESCO.

## Patrimoniu material

### Lista Patrimoniului Mondial
UNESCO listează obiectivele după zece criterii; fiecare înscriere trebuie să întrunească cel puțin unul dintre criterii. Criteriile de la i la vi sunt culturale, în timp ce de la vii la x sunt naturale. România are înscrise nouă obiective în Lista Patrimoniului Mondial, șapte culturale și două naturale.
Nume: numele oficial atribuit de Comitetul Patrimoniului Mondial
Localizare: localitatea sau arealul în care se află obiectivul
Județ: județul în care se află obiectivul
Tip: tipul obiectivului (cultural sau natural) și criteriile după care a fost înscris în Lista Patrimoniului Mondial
An: anul înscrierii obiectivului în Lista Patrimoniului Mondial
Dosar: numărul dosarului sub care obiectivul a fost înscris în Lista Patrimoniului Mondial
     * Obiectiv transfrontalier
     † Obiectiv în pericol
| Nume                                                                            | Imagine              | Localizare            | Județ              | Tip                         | An   | Dosar | Note |
| ------------------------------------------------------------------------------- | -------------------- | --------------------- | ------------------ | --------------------------- | ---- | ----- | --- |
| Delta Dunării                                                                   |                      | –                     | Tulcea             | Natural, (vii), (x)         | 1991 | 588   | Este inclusă și în Rețeaua Mondială a Rezervațiilor Biosferei⁠(en)[traduceți]. |
| Satele cu biserici fortificate din Transilvania                                 |                      | Biertan               | Sibiu              | Cultural, (iv)              | 1993 | 596   | Șapte obiective: - Biserica fortificată din Biertan - Biserica fortificată din Valea Viilor - Biserica fortificată din Prejmer - Biserica fortificată din Viscri - Biserica fortificată din Dârjiu - Biserica fortificată și cetatea țărănească din Saschiz - Cetatea țărănească din Câlnic Biserica fortificată din Dârjiu a fost adăugată în 1999. |
| Satele cu biserici fortificate din Transilvania                                 | Valea Viilor         |                       | Sibiu              | Cultural, (iv)              | 1993 | 596   | Șapte obiective: - Biserica fortificată din Biertan - Biserica fortificată din Valea Viilor - Biserica fortificată din Prejmer - Biserica fortificată din Viscri - Biserica fortificată din Dârjiu - Biserica fortificată și cetatea țărănească din Saschiz - Cetatea țărănească din Câlnic Biserica fortificată din Dârjiu a fost adăugată în 1999. |
| Satele cu biserici fortificate din Transilvania                                 |                      | Prejmer               | Brașov             | Cultural, (iv)              | 1993 | 596   | Șapte obiective: - Biserica fortificată din Biertan - Biserica fortificată din Valea Viilor - Biserica fortificată din Prejmer - Biserica fortificată din Viscri - Biserica fortificată din Dârjiu - Biserica fortificată și cetatea țărănească din Saschiz - Cetatea țărănească din Câlnic Biserica fortificată din Dârjiu a fost adăugată în 1999. |
| Satele cu biserici fortificate din Transilvania                                 | Viscri               |                       | Brașov             | Cultural, (iv)              | 1993 | 596   | Șapte obiective: - Biserica fortificată din Biertan - Biserica fortificată din Valea Viilor - Biserica fortificată din Prejmer - Biserica fortificată din Viscri - Biserica fortificată din Dârjiu - Biserica fortificată și cetatea țărănească din Saschiz - Cetatea țărănească din Câlnic Biserica fortificată din Dârjiu a fost adăugată în 1999. |
| Satele cu biserici fortificate din Transilvania                                 |                      | Dârjiu                | Harghita           | Cultural, (iv)              | 1993 | 596   | Șapte obiective: - Biserica fortificată din Biertan - Biserica fortificată din Valea Viilor - Biserica fortificată din Prejmer - Biserica fortificată din Viscri - Biserica fortificată din Dârjiu - Biserica fortificată și cetatea țărănească din Saschiz - Cetatea țărănească din Câlnic Biserica fortificată din Dârjiu a fost adăugată în 1999. |
| Satele cu biserici fortificate din Transilvania                                 |                      | Saschiz               | Mureș              | Cultural, (iv)              | 1993 | 596   | Șapte obiective: - Biserica fortificată din Biertan - Biserica fortificată din Valea Viilor - Biserica fortificată din Prejmer - Biserica fortificată din Viscri - Biserica fortificată din Dârjiu - Biserica fortificată și cetatea țărănească din Saschiz - Cetatea țărănească din Câlnic Biserica fortificată din Dârjiu a fost adăugată în 1999. |
| Satele cu biserici fortificate din Transilvania                                 |                      | Câlnic                | Alba               | Cultural, (iv)              | 1993 | 596   | Șapte obiective: - Biserica fortificată din Biertan - Biserica fortificată din Valea Viilor - Biserica fortificată din Prejmer - Biserica fortificată din Viscri - Biserica fortificată din Dârjiu - Biserica fortificată și cetatea țărănească din Saschiz - Cetatea țărănească din Câlnic Biserica fortificată din Dârjiu a fost adăugată în 1999. |
| Mănăstirea Horezu                                                               |                      | Horezu                | Vâlcea             | Cultural, (ii)              | 1993 | 597   | |
| Bisericile din Moldova                                                          |                      | Arbore                | Suceava            | Cultural, (i), (iv)         | 1993 | 598   | Opt obiective: - Biserica „Tăierea Capului Sf. Ioan Botezătorul” din Arbore - Biserica „Adormirea Maicii Domnului” a vechii Mănăstiri Humor - Biserica „Buna Vestire” a Mănăstirii Moldovița - Biserica „Înălțarea Sfintei Cruci” din Pătrăuți - Biserica „Sf. Nicolae” și clisiarnița Mănăstirii Probota - Biserica „Sf. Gheorghe” din Suceava - Biserica „Sf. Gheorghe” a vechii Mănăstiri Voroneț - Biserica „Învierea Domnului” a Mănăstirii Sucevița Biserica Mănăstirii Sucevița a fost adăugată în 2010.                                                                                                 |
| Bisericile din Moldova                                                          | Mănăstirea Humorului |                       | Suceava            | Cultural, (i), (iv)         | 1993 | 598   | Opt obiective: - Biserica „Tăierea Capului Sf. Ioan Botezătorul” din Arbore - Biserica „Adormirea Maicii Domnului” a vechii Mănăstiri Humor - Biserica „Buna Vestire” a Mănăstirii Moldovița - Biserica „Înălțarea Sfintei Cruci” din Pătrăuți - Biserica „Sf. Nicolae” și clisiarnița Mănăstirii Probota - Biserica „Sf. Gheorghe” din Suceava - Biserica „Sf. Gheorghe” a vechii Mănăstiri Voroneț - Biserica „Învierea Domnului” a Mănăstirii Sucevița Biserica Mănăstirii Sucevița a fost adăugată în 2010.                                                                                                 |
| Bisericile din Moldova                                                          | Vatra Moldoviței     |                       | Suceava            | Cultural, (i), (iv)         | 1993 | 598   | Opt obiective: - Biserica „Tăierea Capului Sf. Ioan Botezătorul” din Arbore - Biserica „Adormirea Maicii Domnului” a vechii Mănăstiri Humor - Biserica „Buna Vestire” a Mănăstirii Moldovița - Biserica „Înălțarea Sfintei Cruci” din Pătrăuți - Biserica „Sf. Nicolae” și clisiarnița Mănăstirii Probota - Biserica „Sf. Gheorghe” din Suceava - Biserica „Sf. Gheorghe” a vechii Mănăstiri Voroneț - Biserica „Învierea Domnului” a Mănăstirii Sucevița Biserica Mănăstirii Sucevița a fost adăugată în 2010.                                                                                                 |
| Bisericile din Moldova                                                          | Pătrăuți             |                       | Suceava            | Cultural, (i), (iv)         | 1993 | 598   | Opt obiective: - Biserica „Tăierea Capului Sf. Ioan Botezătorul” din Arbore - Biserica „Adormirea Maicii Domnului” a vechii Mănăstiri Humor - Biserica „Buna Vestire” a Mănăstirii Moldovița - Biserica „Înălțarea Sfintei Cruci” din Pătrăuți - Biserica „Sf. Nicolae” și clisiarnița Mănăstirii Probota - Biserica „Sf. Gheorghe” din Suceava - Biserica „Sf. Gheorghe” a vechii Mănăstiri Voroneț - Biserica „Învierea Domnului” a Mănăstirii Sucevița Biserica Mănăstirii Sucevița a fost adăugată în 2010.                                                                                                 |
| Bisericile din Moldova                                                          | Probota              |                       | Suceava            | Cultural, (i), (iv)         | 1993 | 598   | Opt obiective: - Biserica „Tăierea Capului Sf. Ioan Botezătorul” din Arbore - Biserica „Adormirea Maicii Domnului” a vechii Mănăstiri Humor - Biserica „Buna Vestire” a Mănăstirii Moldovița - Biserica „Înălțarea Sfintei Cruci” din Pătrăuți - Biserica „Sf. Nicolae” și clisiarnița Mănăstirii Probota - Biserica „Sf. Gheorghe” din Suceava - Biserica „Sf. Gheorghe” a vechii Mănăstiri Voroneț - Biserica „Învierea Domnului” a Mănăstirii Sucevița Biserica Mănăstirii Sucevița a fost adăugată în 2010.                                                                                                 |
| Bisericile din Moldova                                                          | Suceava              |                       | Suceava            | Cultural, (i), (iv)         | 1993 | 598   | Opt obiective: - Biserica „Tăierea Capului Sf. Ioan Botezătorul” din Arbore - Biserica „Adormirea Maicii Domnului” a vechii Mănăstiri Humor - Biserica „Buna Vestire” a Mănăstirii Moldovița - Biserica „Înălțarea Sfintei Cruci” din Pătrăuți - Biserica „Sf. Nicolae” și clisiarnița Mănăstirii Probota - Biserica „Sf. Gheorghe” din Suceava - Biserica „Sf. Gheorghe” a vechii Mănăstiri Voroneț - Biserica „Învierea Domnului” a Mănăstirii Sucevița Biserica Mănăstirii Sucevița a fost adăugată în 2010.                                                                                                 |
| Bisericile din Moldova                                                          | Voroneț              |                       | Suceava            | Cultural, (i), (iv)         | 1993 | 598   | Opt obiective: - Biserica „Tăierea Capului Sf. Ioan Botezătorul” din Arbore - Biserica „Adormirea Maicii Domnului” a vechii Mănăstiri Humor - Biserica „Buna Vestire” a Mănăstirii Moldovița - Biserica „Înălțarea Sfintei Cruci” din Pătrăuți - Biserica „Sf. Nicolae” și clisiarnița Mănăstirii Probota - Biserica „Sf. Gheorghe” din Suceava - Biserica „Sf. Gheorghe” a vechii Mănăstiri Voroneț - Biserica „Învierea Domnului” a Mănăstirii Sucevița Biserica Mănăstirii Sucevița a fost adăugată în 2010.                                                                                                 |
| Bisericile din Moldova                                                          | Sucevița             |                       | Suceava            | Cultural, (i), (iv)         | 1993 | 598   | Opt obiective: - Biserica „Tăierea Capului Sf. Ioan Botezătorul” din Arbore - Biserica „Adormirea Maicii Domnului” a vechii Mănăstiri Humor - Biserica „Buna Vestire” a Mănăstirii Moldovița - Biserica „Înălțarea Sfintei Cruci” din Pătrăuți - Biserica „Sf. Nicolae” și clisiarnița Mănăstirii Probota - Biserica „Sf. Gheorghe” din Suceava - Biserica „Sf. Gheorghe” a vechii Mănăstiri Voroneț - Biserica „Învierea Domnului” a Mănăstirii Sucevița Biserica Mănăstirii Sucevița a fost adăugată în 2010.                                                                                                 |
| Centrul istoric al Sighișoarei                                                  |                      | Sighișoara            | Mureș              | Cultural, (iii), (iv)       | 1999 | 902   | |
| Bisericile de lemn din Maramureș                                                |                      | Bârsana               | Maramureș          | Cultural, (iv)              | 1999 | 904   | Opt obiective: - Biserica de lemn a vechii mănăstiri Bârsana - Biserica de lemn din Budești Josani - Biserica de lemn din Desești - Biserica de lemn din Ieud Deal - Biserica de lemn din Plopiș - Biserica de lemn din Poienile Izei - Biserica de lemn din Rogoz - Biserica de lemn din Șurdești |
| Bisericile de lemn din Maramureș                                                | Budești              |                       | Maramureș          | Cultural, (iv)              | 1999 | 904   | Opt obiective: - Biserica de lemn a vechii mănăstiri Bârsana - Biserica de lemn din Budești Josani - Biserica de lemn din Desești - Biserica de lemn din Ieud Deal - Biserica de lemn din Plopiș - Biserica de lemn din Poienile Izei - Biserica de lemn din Rogoz - Biserica de lemn din Șurdești |
| Bisericile de lemn din Maramureș                                                | Desești              |                       | Maramureș          | Cultural, (iv)              | 1999 | 904   | Opt obiective: - Biserica de lemn a vechii mănăstiri Bârsana - Biserica de lemn din Budești Josani - Biserica de lemn din Desești - Biserica de lemn din Ieud Deal - Biserica de lemn din Plopiș - Biserica de lemn din Poienile Izei - Biserica de lemn din Rogoz - Biserica de lemn din Șurdești |
| Bisericile de lemn din Maramureș                                                | Ieud                 |                       | Maramureș          | Cultural, (iv)              | 1999 | 904   | Opt obiective: - Biserica de lemn a vechii mănăstiri Bârsana - Biserica de lemn din Budești Josani - Biserica de lemn din Desești - Biserica de lemn din Ieud Deal - Biserica de lemn din Plopiș - Biserica de lemn din Poienile Izei - Biserica de lemn din Rogoz - Biserica de lemn din Șurdești |
| Bisericile de lemn din Maramureș                                                | Plopiș               |                       | Maramureș          | Cultural, (iv)              | 1999 | 904   | Opt obiective: - Biserica de lemn a vechii mănăstiri Bârsana - Biserica de lemn din Budești Josani - Biserica de lemn din Desești - Biserica de lemn din Ieud Deal - Biserica de lemn din Plopiș - Biserica de lemn din Poienile Izei - Biserica de lemn din Rogoz - Biserica de lemn din Șurdești |
| Bisericile de lemn din Maramureș                                                | Poienile Izei        |                       | Maramureș          | Cultural, (iv)              | 1999 | 904   | Opt obiective: - Biserica de lemn a vechii mănăstiri Bârsana - Biserica de lemn din Budești Josani - Biserica de lemn din Desești - Biserica de lemn din Ieud Deal - Biserica de lemn din Plopiș - Biserica de lemn din Poienile Izei - Biserica de lemn din Rogoz - Biserica de lemn din Șurdești |
| Bisericile de lemn din Maramureș                                                | Rogoz                |                       | Maramureș          | Cultural, (iv)              | 1999 | 904   | Opt obiective: - Biserica de lemn a vechii mănăstiri Bârsana - Biserica de lemn din Budești Josani - Biserica de lemn din Desești - Biserica de lemn din Ieud Deal - Biserica de lemn din Plopiș - Biserica de lemn din Poienile Izei - Biserica de lemn din Rogoz - Biserica de lemn din Șurdești |
| Bisericile de lemn din Maramureș                                                | Șurdești             |                       | Maramureș          | Cultural, (iv)              | 1999 | 904   | Opt obiective: - Biserica de lemn a vechii mănăstiri Bârsana - Biserica de lemn din Budești Josani - Biserica de lemn din Desești - Biserica de lemn din Ieud Deal - Biserica de lemn din Plopiș - Biserica de lemn din Poienile Izei - Biserica de lemn din Rogoz - Biserica de lemn din Șurdești |
| Cetățile dacice din Munții Orăștiei                                             |                      | Grădiștea de Munte    | Hunedoara          | Cultural, (ii), (iii), (iv) | 1999 | 906   | Șase obiective: - Sarmizegetusa Regia - Cetatea dacică Costești-Cetățuie - Cetatea dacică Costești-Blidaru - Cetatea dacică Piatra Roșie de la Luncani - Cetatea dacică de la Bănița - Cetatea dacică de la Căpâlna |
| Cetățile dacice din Munții Orăștiei                                             | Costești             |                       | Hunedoara          | Cultural, (ii), (iii), (iv) | 1999 | 906   | Șase obiective: - Sarmizegetusa Regia - Cetatea dacică Costești-Cetățuie - Cetatea dacică Costești-Blidaru - Cetatea dacică Piatra Roșie de la Luncani - Cetatea dacică de la Bănița - Cetatea dacică de la Căpâlna |
| Cetățile dacice din Munții Orăștiei                                             |                      |                       | Hunedoara          | Cultural, (ii), (iii), (iv) | 1999 | 906   | Șase obiective: - Sarmizegetusa Regia - Cetatea dacică Costești-Cetățuie - Cetatea dacică Costești-Blidaru - Cetatea dacică Piatra Roșie de la Luncani - Cetatea dacică de la Bănița - Cetatea dacică de la Căpâlna |
| Cetățile dacice din Munții Orăștiei                                             | Luncani              |                       | Hunedoara          | Cultural, (ii), (iii), (iv) | 1999 | 906   | Șase obiective: - Sarmizegetusa Regia - Cetatea dacică Costești-Cetățuie - Cetatea dacică Costești-Blidaru - Cetatea dacică Piatra Roșie de la Luncani - Cetatea dacică de la Bănița - Cetatea dacică de la Căpâlna |
| Cetățile dacice din Munții Orăștiei                                             | Bănița               |                       | Hunedoara          | Cultural, (ii), (iii), (iv) | 1999 | 906   | Șase obiective: - Sarmizegetusa Regia - Cetatea dacică Costești-Cetățuie - Cetatea dacică Costești-Blidaru - Cetatea dacică Piatra Roșie de la Luncani - Cetatea dacică de la Bănița - Cetatea dacică de la Căpâlna |
| Cetățile dacice din Munții Orăștiei                                             |                      | Căpâlna               | Alba               | Cultural, (ii), (iii), (iv) | 1999 | 906   | Șase obiective: - Sarmizegetusa Regia - Cetatea dacică Costești-Cetățuie - Cetatea dacică Costești-Blidaru - Cetatea dacică Piatra Roșie de la Luncani - Cetatea dacică de la Bănița - Cetatea dacică de la Căpâlna |
| Pădurile primare și bătrâne de fag din Carpați și din alte regiuni ale Europei* |                      | Cheile Nerei-Beușnița | Caraș-Severin      | Natural, (ix)               | 2017 | 1133  | 12 obiective: - Rezervația Cheile Nerei-Beușnița - Rezervația Coronini-Bedina - Rezervația Iauna-Craiova - Rezervația Izvoarele Nerei - Codrul secular de la Șinca - Codrul secular de la Slătioara - Masivul Cozia - Rezervația Cheile Lotrișorului - Rezervația Ciucevele Cernei - Codrii seculari de la Groșii Țibleșului (Izvorul Șurii și Preluci) - Codrul secular de la Strâmbu-Băiuț Obiectiv transfrontalier comun cu Albania, Austria, Belgia, Bosnia și Herțegovina, Bulgaria, Cehia, Croația, Elveția, Franța, Germania, Italia, Macedonia de Nord, Polonia, Slovacia, Slovenia, Spania și Ucraina. |
| Pădurile primare și bătrâne de fag din Carpați și din alte regiuni ale Europei* | Coronini-Bedina      |                       | Caraș-Severin      | Natural, (ix)               | 2017 | 1133  | 12 obiective: - Rezervația Cheile Nerei-Beușnița - Rezervația Coronini-Bedina - Rezervația Iauna-Craiova - Rezervația Izvoarele Nerei - Codrul secular de la Șinca - Codrul secular de la Slătioara - Masivul Cozia - Rezervația Cheile Lotrișorului - Rezervația Ciucevele Cernei - Codrii seculari de la Groșii Țibleșului (Izvorul Șurii și Preluci) - Codrul secular de la Strâmbu-Băiuț Obiectiv transfrontalier comun cu Albania, Austria, Belgia, Bosnia și Herțegovina, Bulgaria, Cehia, Croația, Elveția, Franța, Germania, Italia, Macedonia de Nord, Polonia, Slovacia, Slovenia, Spania și Ucraina. |
| Pădurile primare și bătrâne de fag din Carpați și din alte regiuni ale Europei* | Iauna-Craiova        |                       | Caraș-Severin      | Natural, (ix)               | 2017 | 1133  | 12 obiective: - Rezervația Cheile Nerei-Beușnița - Rezervația Coronini-Bedina - Rezervația Iauna-Craiova - Rezervația Izvoarele Nerei - Codrul secular de la Șinca - Codrul secular de la Slătioara - Masivul Cozia - Rezervația Cheile Lotrișorului - Rezervația Ciucevele Cernei - Codrii seculari de la Groșii Țibleșului (Izvorul Șurii și Preluci) - Codrul secular de la Strâmbu-Băiuț Obiectiv transfrontalier comun cu Albania, Austria, Belgia, Bosnia și Herțegovina, Bulgaria, Cehia, Croația, Elveția, Franța, Germania, Italia, Macedonia de Nord, Polonia, Slovacia, Slovenia, Spania și Ucraina. |
| Pădurile primare și bătrâne de fag din Carpați și din alte regiuni ale Europei* | Izvoarele Nerei      |                       | Caraș-Severin      | Natural, (ix)               | 2017 | 1133  | 12 obiective: - Rezervația Cheile Nerei-Beușnița - Rezervația Coronini-Bedina - Rezervația Iauna-Craiova - Rezervația Izvoarele Nerei - Codrul secular de la Șinca - Codrul secular de la Slătioara - Masivul Cozia - Rezervația Cheile Lotrișorului - Rezervația Ciucevele Cernei - Codrii seculari de la Groșii Țibleșului (Izvorul Șurii și Preluci) - Codrul secular de la Strâmbu-Băiuț Obiectiv transfrontalier comun cu Albania, Austria, Belgia, Bosnia și Herțegovina, Bulgaria, Cehia, Croația, Elveția, Franța, Germania, Italia, Macedonia de Nord, Polonia, Slovacia, Slovenia, Spania și Ucraina. |
| Pădurile primare și bătrâne de fag din Carpați și din alte regiuni ale Europei* |                      | Șinca Nouă            | Brașov             | Natural, (ix)               | 2017 | 1133  | 12 obiective: - Rezervația Cheile Nerei-Beușnița - Rezervația Coronini-Bedina - Rezervația Iauna-Craiova - Rezervația Izvoarele Nerei - Codrul secular de la Șinca - Codrul secular de la Slătioara - Masivul Cozia - Rezervația Cheile Lotrișorului - Rezervația Ciucevele Cernei - Codrii seculari de la Groșii Țibleșului (Izvorul Șurii și Preluci) - Codrul secular de la Strâmbu-Băiuț Obiectiv transfrontalier comun cu Albania, Austria, Belgia, Bosnia și Herțegovina, Bulgaria, Cehia, Croația, Elveția, Franța, Germania, Italia, Macedonia de Nord, Polonia, Slovacia, Slovenia, Spania și Ucraina. |
| Pădurile primare și bătrâne de fag din Carpați și din alte regiuni ale Europei* |                      | Slătioara             | Suceava            | Natural, (ix)               | 2017 | 1133  | 12 obiective: - Rezervația Cheile Nerei-Beușnița - Rezervația Coronini-Bedina - Rezervația Iauna-Craiova - Rezervația Izvoarele Nerei - Codrul secular de la Șinca - Codrul secular de la Slătioara - Masivul Cozia - Rezervația Cheile Lotrișorului - Rezervația Ciucevele Cernei - Codrii seculari de la Groșii Țibleșului (Izvorul Șurii și Preluci) - Codrul secular de la Strâmbu-Băiuț Obiectiv transfrontalier comun cu Albania, Austria, Belgia, Bosnia și Herțegovina, Bulgaria, Cehia, Croația, Elveția, Franța, Germania, Italia, Macedonia de Nord, Polonia, Slovacia, Slovenia, Spania și Ucraina. |
| Pădurile primare și bătrâne de fag din Carpați și din alte regiuni ale Europei* |                      | Masivul Cozia         | Vâlcea             | Natural, (ix)               | 2017 | 1133  | 12 obiective: - Rezervația Cheile Nerei-Beușnița - Rezervația Coronini-Bedina - Rezervația Iauna-Craiova - Rezervația Izvoarele Nerei - Codrul secular de la Șinca - Codrul secular de la Slătioara - Masivul Cozia - Rezervația Cheile Lotrișorului - Rezervația Ciucevele Cernei - Codrii seculari de la Groșii Țibleșului (Izvorul Șurii și Preluci) - Codrul secular de la Strâmbu-Băiuț Obiectiv transfrontalier comun cu Albania, Austria, Belgia, Bosnia și Herțegovina, Bulgaria, Cehia, Croația, Elveția, Franța, Germania, Italia, Macedonia de Nord, Polonia, Slovacia, Slovenia, Spania și Ucraina. |
| Pădurile primare și bătrâne de fag din Carpați și din alte regiuni ale Europei* | Cheile Lotrișorului  |                       | Vâlcea             | Natural, (ix)               | 2017 | 1133  | 12 obiective: - Rezervația Cheile Nerei-Beușnița - Rezervația Coronini-Bedina - Rezervația Iauna-Craiova - Rezervația Izvoarele Nerei - Codrul secular de la Șinca - Codrul secular de la Slătioara - Masivul Cozia - Rezervația Cheile Lotrișorului - Rezervația Ciucevele Cernei - Codrii seculari de la Groșii Țibleșului (Izvorul Șurii și Preluci) - Codrul secular de la Strâmbu-Băiuț Obiectiv transfrontalier comun cu Albania, Austria, Belgia, Bosnia și Herțegovina, Bulgaria, Cehia, Croația, Elveția, Franța, Germania, Italia, Macedonia de Nord, Polonia, Slovacia, Slovenia, Spania și Ucraina. |
| Pădurile primare și bătrâne de fag din Carpați și din alte regiuni ale Europei* |                      | Ciucevele Cernei      | Gorj               | Natural, (ix)               | 2017 | 1133  | 12 obiective: - Rezervația Cheile Nerei-Beușnița - Rezervația Coronini-Bedina - Rezervația Iauna-Craiova - Rezervația Izvoarele Nerei - Codrul secular de la Șinca - Codrul secular de la Slătioara - Masivul Cozia - Rezervația Cheile Lotrișorului - Rezervația Ciucevele Cernei - Codrii seculari de la Groșii Țibleșului (Izvorul Șurii și Preluci) - Codrul secular de la Strâmbu-Băiuț Obiectiv transfrontalier comun cu Albania, Austria, Belgia, Bosnia și Herțegovina, Bulgaria, Cehia, Croația, Elveția, Franța, Germania, Italia, Macedonia de Nord, Polonia, Slovacia, Slovenia, Spania și Ucraina. |
| Pădurile primare și bătrâne de fag din Carpați și din alte regiuni ale Europei* |                      | Groșii Țibleșului     | Maramureș          | Natural, (ix)               | 2017 | 1133  | 12 obiective: - Rezervația Cheile Nerei-Beușnița - Rezervația Coronini-Bedina - Rezervația Iauna-Craiova - Rezervația Izvoarele Nerei - Codrul secular de la Șinca - Codrul secular de la Slătioara - Masivul Cozia - Rezervația Cheile Lotrișorului - Rezervația Ciucevele Cernei - Codrii seculari de la Groșii Țibleșului (Izvorul Șurii și Preluci) - Codrul secular de la Strâmbu-Băiuț Obiectiv transfrontalier comun cu Albania, Austria, Belgia, Bosnia și Herțegovina, Bulgaria, Cehia, Croația, Elveția, Franța, Germania, Italia, Macedonia de Nord, Polonia, Slovacia, Slovenia, Spania și Ucraina. |
| Pădurile primare și bătrâne de fag din Carpați și din alte regiuni ale Europei* | Strâmbu-Băiuț        |                       | Maramureș          | Natural, (ix)               | 2017 | 1133  | 12 obiective: - Rezervația Cheile Nerei-Beușnița - Rezervația Coronini-Bedina - Rezervația Iauna-Craiova - Rezervația Izvoarele Nerei - Codrul secular de la Șinca - Codrul secular de la Slătioara - Masivul Cozia - Rezervația Cheile Lotrișorului - Rezervația Ciucevele Cernei - Codrii seculari de la Groșii Țibleșului (Izvorul Șurii și Preluci) - Codrul secular de la Strâmbu-Băiuț Obiectiv transfrontalier comun cu Albania, Austria, Belgia, Bosnia și Herțegovina, Bulgaria, Cehia, Croația, Elveția, Franța, Germania, Italia, Macedonia de Nord, Polonia, Slovacia, Slovenia, Spania și Ucraina. |
| Peisajul minier de la Roșia Montană†                                            |                      | Roșia Montană         | Alba               | Cultural, (ii), (iii), (iv) | 2021 | 1552  | Înscris concomitent în Lista Patrimoniului Mondial în Pericol din cauza planurilor de a relua exploatarea minieră în zonă. |
| Ansamblul monumental din Târgu Jiu                                              |                      | Târgu Jiu             | Gorj               | Cultural, (i), (ii)         | 2024 | 1473  | |
| Frontierele Imperiului Roman – Dacia                                            |                      | –                     | Obiective multiple | Cultural, (ii), (iii), (iv) | 2024 | 1718  | Cca. 70 de castre, 50 de mici fortificații și 150 de turnuri în județele Alba, Arad, Argeș, Bistrița-Năsăud, Brașov, Caraș-Severin, Cluj, Covasna, Dolj, Harghita, Hunedoara, Mehedinți, Mureș, Olt, Sălaj, Teleorman, Timiș și Vâlcea |

### Listă indicativă
Pe lângă obiectivele înscrise în Lista Patrimoniului Mondial (LPM), statele membre pot păstra o listă de obiective indicative pe care le consideră potrivite pentru o viitoare nominalizare. Nominalizările pentru LPM sunt acceptate doar dacă obiectivul respectiv a fost înscris într-o listă indicativă. Prin urmare, fiecare stat trebuie să transmită lista indicativă actualizată cu un an înainte de orice propunere de înscriere în LPM. De asemenea, toate statele membre sunt încurajate să revizuiască propria listă indicativă cel puțin o dată la 10 ani. Lista indicativă a României este cea transmisă Centrului Patrimoniului Mondial⁠(en)[traduceți] în 1991 și conține informații succinte despre fiecare poziție. În ultimii 29 de ani lista indicativă a României nu a fost revizuită pe fond, în ansamblul său, ci a fost doar completată în 2004, 2012 și 2020.
| Nume                                                        | Imagine          | Localizare                                                                                 | Județ              | Tip                              | An   | Dosar | Note |
| ----------------------------------------------------------- | ---------------- | ------------------------------------------------------------------------------------------ | ------------------ | -------------------------------- | ---- | ----- | --- |
| Mănăstirea Neamț                                            |                  | Mânăstirea Neamț                                                                           | Neamț              | Cultural, (i), (ii), (iv)        | 1991 | 544   | |
| Bisericile bizantine și postbizantine de la Curtea de Argeș |                  | Curtea de Argeș                                                                            | Argeș              | Cultural, (i), (ii), (iv)        | 1991 | 545   | |
| Ansamblul rupestru de la Murfatlar                          |                  | Murfatlar                                                                                  | Constanța          | Cultural                         | 1991 | 549   | |
| Biserica „Trei Ierarhi” din Iași                            |                  | Iași                                                                                       | Iași               | Cultural, (i), (iv)              | 1991 | 551   | |
| Culele din Oltenia                                          |                  | Brabova                                                                                    | Dolj               | Cultural, (iv), (v)              | 1991 | 552   | Șase obiective: - Cula Izvoranu din Brabova - Cula Cornoiu din Curtișoara - Cula Crăsnaru din Groșerea - Cula Cioabă-Chințescu din Șiacu - Cula Greceanu din Măldărești - Cula Duca din Măldărești |
| Culele din Oltenia                                          |                  | Curtișoara                                                                                 | Gorj               | Cultural, (iv), (v)              | 1991 | 552   | Șase obiective: - Cula Izvoranu din Brabova - Cula Cornoiu din Curtișoara - Cula Crăsnaru din Groșerea - Cula Cioabă-Chințescu din Șiacu - Cula Greceanu din Măldărești - Cula Duca din Măldărești |
| Culele din Oltenia                                          | Groșerea         |                                                                                            | Gorj               | Cultural, (iv), (v)              | 1991 | 552   | Șase obiective: - Cula Izvoranu din Brabova - Cula Cornoiu din Curtișoara - Cula Crăsnaru din Groșerea - Cula Cioabă-Chințescu din Șiacu - Cula Greceanu din Măldărești - Cula Duca din Măldărești |
| Culele din Oltenia                                          | Șiacu            |                                                                                            | Gorj               | Cultural, (iv), (v)              | 1991 | 552   | Șase obiective: - Cula Izvoranu din Brabova - Cula Cornoiu din Curtișoara - Cula Crăsnaru din Groșerea - Cula Cioabă-Chințescu din Șiacu - Cula Greceanu din Măldărești - Cula Duca din Măldărești |
| Culele din Oltenia                                          |                  | Măldărești                                                                                 | Vâlcea             | Cultural, (iv), (v)              | 1991 | 552   | Șase obiective: - Cula Izvoranu din Brabova - Cula Cornoiu din Curtișoara - Cula Crăsnaru din Groșerea - Cula Cioabă-Chințescu din Șiacu - Cula Greceanu din Măldărești - Cula Duca din Măldărești |
| Culele din Oltenia                                          |                  | Măldărești                                                                                 | Vâlcea             | Cultural, (iv), (v)              | 1991 | 552   | Șase obiective: - Cula Izvoranu din Brabova - Cula Cornoiu din Curtișoara - Cula Crăsnaru din Groșerea - Cula Cioabă-Chințescu din Șiacu - Cula Greceanu din Măldărești - Cula Duca din Măldărești |
| Biserica din Densuș                                         |                  | Densuș                                                                                     | Hunedoara          | Cultural, (i), (iv)              | 1991 | 553   | |
| Centrul istoric al Albei Iulia                              |                  | Alba Iulia                                                                                 | Alba               | Cultural, (iv), (v), (vi)        | 1991 | 555   | |
| Masivul Retezat                                             |                  | –                                                                                          | Hunedoara          | Natural                          | 1991 | 557   | |
| Pietrosul Rodnei                                            |                  | –                                                                                          | Maramureș          | Natural                          | 1991 | 558   | Este inclus deja în Rețeaua Mondială a Rezervațiilor Biosferei⁠(en)[traduceți] din 1979. |
| Situl paleontologic de la Sânpetru                          |                  | Sânpetru                                                                                   | Hunedoara          | Natural                          | 1991 | 559   | |
| Codrul secular de la Slătioara                              |                  |                                                                                            | Suceava            | Natural                          | 1991 | 560   | |
| Centrul istoric al Sibiului și ansamblul său de piețe       |                  | Sibiu                                                                                      | Sibiu              | Cultural, (ii), (iii), (iv), (v) | 2004 | 1929  | |
| Satele vechi Hollókő și Rimetea și împrejurimile lor*       |                  | Rimetea                                                                                    | Alba               | Cultural, (v)                    | 2012 | 5683  | Aceasta este o extindere propusă a sitului Satul vechi Hollókő și împrejurimile sale, înscris în Lista Patrimoniului Mondial în 1987.                                                              |
| Frontierele Imperiului Roman – limesul dunărean*            |                  | –                                                                                          | Obiective multiple | Cultural, (ii), (iii), (iv)      | 2020 | 6446  | Sit transfrontalier, propus împreună cu Bulgaria, Croația și Serbia. Situl românesc cuprinde 49 de obiective în județele Caraș-Severin, Constanța, Galați, Mehedinți, Olt și Tulcea.               |
| Foste închisori comuniste din România                       |                  | Fortul 13 Jilava                                                                           | Ilfov              | Cultural, (vi)                   | 2024 | 6760  | Fortul nr. 13 Jilava, Închisoarea de la Râmnicu Sărat, Închisoarea Pitești, Fostul Penitenciar de la Făgăraș și Fostul Penitenciar de la Sighetul Marmației                                        |
| Foste închisori comuniste din România                       |                  | Închisoarea de la Râmnicu Sărat                                                            | Buzău              | Cultural, (vi)                   | 2024 | 6760  | Fortul nr. 13 Jilava, Închisoarea de la Râmnicu Sărat, Închisoarea Pitești, Fostul Penitenciar de la Făgăraș și Fostul Penitenciar de la Sighetul Marmației                                        |
| Foste închisori comuniste din România                       |                  | Închisoarea Pitești                                                                        | Argeș              | Cultural, (vi)                   | 2024 | 6760  | Fortul nr. 13 Jilava, Închisoarea de la Râmnicu Sărat, Închisoarea Pitești, Fostul Penitenciar de la Făgăraș și Fostul Penitenciar de la Sighetul Marmației                                        |
| Foste închisori comuniste din România                       |                  | Fostul Penitenciar de la Făgăraș                                                           | Brașov             | Cultural, (vi)                   | 2024 | 6760  | Fortul nr. 13 Jilava, Închisoarea de la Râmnicu Sărat, Închisoarea Pitești, Fostul Penitenciar de la Făgăraș și Fostul Penitenciar de la Sighetul Marmației                                        |
| Foste închisori comuniste din România                       |                  | Fostul Penitenciar de la Sighetul Marmației                                                | Maramureș          | Cultural, (vi)                   | 2024 | 6760  | Fortul nr. 13 Jilava, Închisoarea de la Râmnicu Sărat, Închisoarea Pitești, Fostul Penitenciar de la Făgăraș și Fostul Penitenciar de la Sighetul Marmației                                        |
| Peștera Movile                                              |                  | Peștera Movile                                                                             | Constanța          | Natural, (viii), (ix), (x)       | 2024 | 6761  | |
| Ctitorii domnești din Țara Românească și Moldova            |                  | Biserica „Sfinții Trei Ierarhi” din Iași                                                   | Iași               | Cultural, (i), (ii)              | 2024 | 6763  | Biserica „Sfinții Trei Ierarhi” din Iași și Biserica episcopală „Adormirea Maicii Domnului” a Mănăstirii Argeșului din Curtea de Argeș                                                             |
| Ctitorii domnești din Țara Românească și Moldova            |                  | Biserica episcopală „Adormirea Maicii Domnului” a Mănăstirii Argeșului din Curtea de Argeș | Argeș              | Cultural, (i), (ii)              | 2024 | 6763  | Biserica „Sfinții Trei Ierarhi” din Iași și Biserica episcopală „Adormirea Maicii Domnului” a Mănăstirii Argeșului din Curtea de Argeș                                                             |
| Reședințe Regale din Sinaia                                 |                  | Castelul Peleș                                                                             | Prahova            | Cultural, (i), (ii)              | 2024 | 6763  | Ansamblul de la Sinaia - în special castelele Peleș și Pelișor și grădinile care le înconjoară |
| Reședințe Regale din Sinaia                                 | Castelul Pelișor |                                                                                            | Prahova            | Cultural, (i), (ii)              | 2024 | 6763  | Ansamblul de la Sinaia - în special castelele Peleș și Pelișor și grădinile care le înconjoară |

## Patrimoniu imaterial
Lista Patrimoniului Cultural Imaterial al Umanității a fost creată în 2008 și a fost rezultatul Convenției pentru salvgardarea patrimoniului cultural imaterial, semnată la Paris la 17 octombrie 2003. România este prezentă cu 9 elemente:
| Element                                                                       | Imagine | An   | Zonă etnografică | Note                                                                                            |
| ----------------------------------------------------------------------------- | ------- | ---- | ---------------- | ----------------------------------------------------------------------------------------------- |
| Ritualul Călușului                                                            |         | 2008 | Olt              |                                                                                                 |
| Doina                                                                         |         | 2009 |                  |                                                                                                 |
| Tehnici de prelucrare a ceramicii de Horezu                                   |         | 2012 | Horezu           |                                                                                                 |
| Colindatul de ceată bărbătească*                                              |         | 2013 |                  | Element comun cu Republica Moldova                                                              |
| Jocul fecioresc                                                               |         | 2015 | Transilvania     |                                                                                                 |
| Tehnici tradiționale de realizare a scoarței în România și Republica Moldova* |         | 2016 |                  | Element comun cu Republica Moldova                                                              |
| Mărțișorul – practici tradiționale asociate zilei de 1 Martie*                |         | 2017 |                  | Element comun cu Bulgaria, Macedonia de Nord și Republica Moldova                               |
| Arta cămășii cu altiță                                                        |         | 2022 |                  | Element comun cu Republica Moldova                                                              |
| Tradițiile de creștere a cailor lipițani                                      |         | 2022 |                  | Element comun cu Austria, Bosnia și Herțegovina, Croația, Italia, Slovacia, Slovenia și Ungaria |

## Patrimoniu digital
Patrimoniul digital reprezintă totalitatea materialelor informatice, de valoare durabilă, care necesită a fi conservate pentru generațiile viitoare. Acestea necesită metode active de prezervare. Principalul proiect care sprijină listarea Patrimoniului Digital UNESCO este Biblioteca Digitală Mondială (World Digital Library – WDL). Materialele sunt accesate gratuit și traduse în șapte limbi (engleză, arabă, chineză, spaniolă, franceză, portugheză și rusă). Biblioteca Digitală Mondială furnizează documente fundamentale, precum manuscrise, hărți, cărți rare, filme, gravuri, fotografii sau înregistrări sonore rare. Site-ul bibliotecii este găzduit de Biblioteca Congresului American.
Pe site-ul WDL figurează două materiale despre România: 
- hărțile Deltei Dunării (documentul datează din 1887 și este redactat în limba franceză);[29]
- albumul de călătorie Prin sudul Rusiei, Crimeea, via Ungaria, Valahia și Moldova, o descriere a expediției întreprinse în 1837 de industriașul și filantropul rus Anatoli Demidov⁠(en)[traduceți] în sud-estul Europei.[30]

## Patrimoniu tehnic

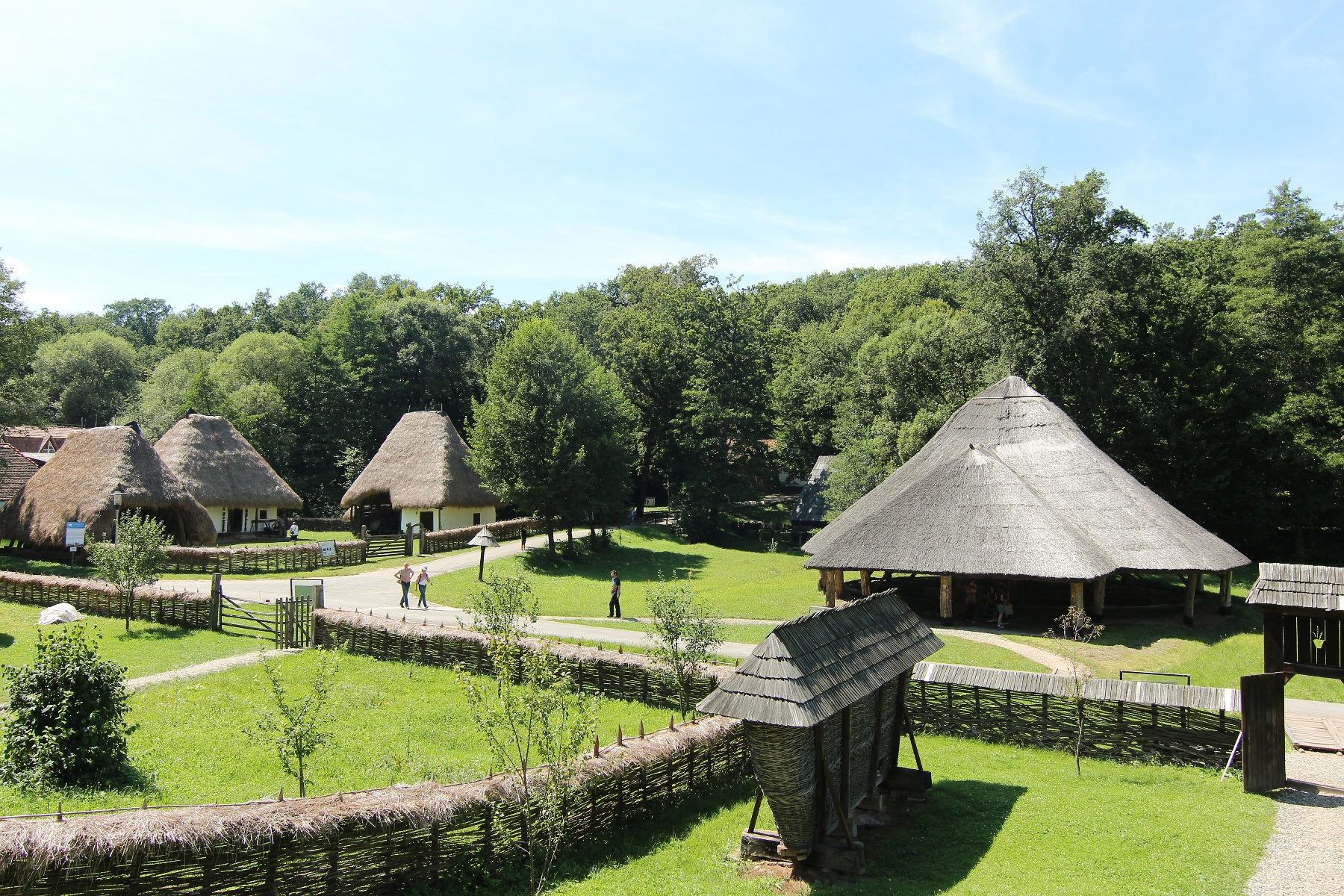
Muzeul Civilizației Populare Tradiționale din cadrul Complexului Național Muzeal „Astra”

UNESCO a instituit, în anul 2008, Premiul pentru Patrimoniul Tehnic Preindustrial, pe care l-a acordat muzeului „Astra” din Sibiu, ca recunoaștere a performanțelor acestei instituții (pentru valoarea patrimoniului expus și cercetarea științifică). Recunoașterea internațională a venit după ce, în anul 2006, Comisia Națională a României pentru UNESCO a acordat aceluiași muzeu Premiul pentru Patrimoniul Tehnic „Dumbrava Sibiului”.